# Tamási Nikolett
Tamási Nikolett (Budapest, 1991. január 11. –) magyar szinkronszínésznő.

## Szinkronszerepei

### Film
| Cím                             | Szerep                        | Színész                                                                                  |
| ------------------------------- | ----------------------------- | ---------------------------------------------------------------------------------------- |
| Barbie és a 12 táncoló hercegnő | Vanessa hercegnő              | Britt McKillip                                                                           |
| Harry Potter és a Főnix Rendje  | Cho Chang                     | Katie Leung                                                                              |
| Karácsonyi ének                 | Belinda Cratchit              | Molly C. Quinn                                                                           |
| A küzdők                        | Madeleine Beaulieu            | Adele Haenel                                                                             |
| Lilo és Stitch – A csillagkutya | Victoria                      | Alyson Stoner                                                                            |
| Nauszika – A szél harcosai      | Nauszika (2. magyar változat) | Shimamoto Sumi (japán) Susan Davis (1. angol változat) Alison Lohman (2. angol változat) |
| Rém rom                         | Jenny                         | Spencer Locke                                                                            |
| Vadkaland                       | Egyik majom                   | N/A                                                                                      |

### Televízió
| Cím                                      | Szerep                       | Színész                                               |
| ---------------------------------------- | ---------------------------- | ----------------------------------------------------- |
| Alex és bandája                          | Clio Pinto                   | Miriam Dossena                                        |
| Anubisz házának rejtélyei                | Mara                         | Tasie Dhanraj                                         |
| Arcane                                   | Jinx                         | Ella Prunell                                          |
| Ben 10                                   | Gwen                         | Meagan Smith                                          |
| Bleach: Elveszett emlékek                | Senna                        | Saitō Chiwa (japán) Gina K. Bowes (angol)             |
| Blood+                                   | Mui                          | Suzuki Risa (japán) Janice Kawaye (angol)             |
| Egyszer volt… az élet (3. szereposztás)  | Psi (gyerek)                 | Marie-Laure Beneston                                  |
| Egyszer volt… az ötlet (2. szereposztás) | Psi                          | Marie-Laure Beneston                                  |
| Elfen Lied                               | Mariko                       | Kawakami Tomoko (japán) Luci Christian (angol)        |
| Az elveszett dimenzió                    | Tia                          | Megan Jones                                           |
| Eperke és barátai                        | Édes Mézes                   | Dejare Barfield                                       |
| A Gázláng Negyed                         | Melancholy "Mel" Hill        | Allanah Fitzgerald                                    |
| A házasság buktatói                      | Zeynep Karadağ               | Kübra Süzgün                                          |
| Hazug csajok társasága                   | Mona Vanderwall              | Janel Parrish                                         |
| Hősök                                    | Monica Dawson                | Dana Davis                                            |
| Hősakadémia                              | Toga Himiko                  | Fukuen Misato (japán) Leah Clark (angol)              |
| Az idő kalandorai                        | További magyar hang          | N/A                                                   |
| Kísértetek                               | Samantha „Sam” Arondekar     | Rose McIver                                           |
| Kilari                                   | Umemura Sakura               | N/A                                                   |
| Mysticons                                | Piper Willowbrook            | Ana Sani                                              |
| Monte Cristo grófja                      | Haydée                       | Uechi Aki (japán) Stephanie Sheh (angol)              |
| Rosie világa                             | Csőrös                       | Emma Tate                                             |
| Sabrina, a tiniboszorkány                | Veralupa                     | Ashley Tisdale                                        |
| Sámán király                             | Tao Jun                      | Neya Michiko (japán) Lisa Ortiz (angol)               |
| A sárkányherceg                          | Ellis                        | Nathanni Mitchel                                      |
| A sors útvesztői                         | Helin Demirhan               | Meriç Aral                                            |
| Soul Eater                               | Patty Thompson               | Takahira Narumi (japán) Cherami Leigh (angol)         |
| Soy Luna                                 | Flor                         | Thelma Fradin                                         |
| Szófia hercegnő                          | Mia                          | Ashley Eckstein                                       |
| Szuper robotmajomcsapat akcióban!        | Nova                         | Kari Wahlgren                                         |
| Trinity Blood – Vér és kereszt           | Wendy                        | Tamura Yukari (japán) Caitlin Glass (angol)           |
| True Jackson, VP                         | True Jackson                 | Keke Palmer                                           |
| Utódok: Komisz világ                     | Freddie                      | China Anne McClain (1. évad) Lauryn McClain (2. évad) |
| Vampire Knight                           | Sōunen Ruka                  | Minagawa Junko (japán) Dorothy Elias-Fahn (angol)     |
| Varázslók a Waverly helyből              | Harper Anne Finkle           | Jennifer Stone                                        |
| WataMote                                 | Kuroki Tomoko                | Kitta Izumi (japán) Monica Rial (angol)               |
| Wendy                                    | Kerry                        | Christa Clahane                                       |
| W.I.T.C.H. (2. évad)                     | Cornelia                     | Christel Khail                                        |
| Yo-kai őrzők                             | Katie Forester/Fumika Kodama | Endo Aya (japán) Melissa Hutchison (angol)            |
| Zhu Zhu                                  | Frankie Pamplemousse         | Jenna Warren                                          |

### Videójátékok
| Cím               | Szerep    | Eredeti hang   |
| ----------------- | --------- | -------------- |
| League of Legends | Sona Jinx | Sarah Williams |